# 桂團輔
桂 團輔（かつら だんすけ、幕末ころ（安政・明治初年ころ） - 1934年3月10日）は、上方噺家。本名: 富士村兵太郎（安太郎、芳太郎など諸説あり）。
実の兄は新内節の美住太夫。実の子は5代目桂文吾という芸能一家の出身。
生まれの年や入門時期ははっきりしないが、最初は桂文丸の門で小文丸という。その後1876年ころに由之助を経て明治10年代後半に初代桂米團治（後の7代目桂文治）の門で團輔となった。
若い頃から神戸を拠点とし大阪・京都にはほとんど出演していなかった。
「船頭医者」「牛の丸薬」「小倉船」などが十八番の芸だった。晩年は大阪に出て寄席で鳴物を務めていた。